# Aspide
Die Aspide ist eine Mittelstrecken-Luft-Luft- und Boden-Luft-Rakete, die von den italienischen Streitkräften seit 1978 eingesetzt wird.
Es handelt sich um eine Weiterentwicklung der AIM-7E Sparrow, die von Selenia bereits in etwa 1000 Exemplaren in Lizenz gebaut wurde. Dank der gesammelten Erfahrungen im technischen und operativen Bereich wurden bei der Sparrow verschiedene Verbesserungsmöglichkeiten erkannt, die zur Entwicklung der neuen Aspide führten. Unter anderem wurde ein stärkerer Feststoff-Raketenmotor sowie ein verbesserter Suchkopf eingebaut, der später bei der AIM-7M ebenfalls Verwendung fand. In verschiedenen Versionen wurde die Aspide in 17 Staaten exportiert.

## Geschichte und Technik
1969 begann man mit der Entwicklung der Aspide, damals noch mit der Bezeichnung Aspide 1A. Sie war nichts weiter als die italienische Version der AIM-7 Sparrow, aber bei weitem nicht so leistungsfähig wie ihr Vorbild. Der erste Flug (ohne Abschuss) an einer Lockheed F-104S und die ersten Testabschüsse von Boden aus fanden ab dem Juli 1974 statt. Die ersten Abschüsse ohne Lenkung von einer F-104S aus gab es erst 1984 und mit Lenkung fanden sie erst zwischen 1985 und 1986 statt.
1973 testete die italienische Marine an Bord einer Fregatte der Lupo-Klasse das erste Mal das Albatros-Flugabwehrsystem, welches als die schiffsgestützte Version der Spada fungiert. Es gibt zwei Versionen der Albatros, eine leichte (vier Startbehälter) und die Standard-Version mit einem Werfer, der über acht Startbehälter verfügt. Die Italiener machten sich es recht einfach, so verwendet man den gleichen Mk.29 Starter wie die RIM-7 Sea Sparrow. Von daher ist es möglich, RIM-7H Sea Sparrow mit der Albatros zu starten. In Dienst stellte die italienische Marine es 1976, damals kostete ein Albatros-System ca. 2,3 Millionen US-Dollar. Die Trefferwahrscheinlichkeit des Albatros-Flugabwehrsystems liegt bei ungefähr 83 %.
Mit der Entwicklung des Spada Flugabwehrsystem begann man 1976. Es werden dieselben Aspide Raketen verwendet wie bei der Luft-Luft-Version. Aber auf Grund des Starts vom Boden aus kann sie nur eine Reichweite von ca. 15 km bei einer maximalen Flughöhe von ca. 6 km erreichen. Bis 1986 wurden bei den italienischen Streitkräften 12 Spada in Dienst gestellt, aber schon 1991 bestellte man vier weitere. Auch wurde es zum Export angeboten. Mit der Weiterentwicklung zur Spada 2000 wurde 1994 begonnen. Dazu wurde auch die Aspide Mk.2 verbessert, nun als reine Boden-Luft-Version Aspide 2000. Dazu gehörte ein neuer Feststoffraketenmotor sowie überarbeitete Software. Anders als die Mk.2 hat sie wieder einen halb aktiven Radarsuchkopf und sie wiegt 241 kg. Sie hat eine maximale Reichweite von ca. 24 km bei einer maximalen Flughöhe von ca. 8 km.
Um das Jahr 1981 bot Selenia zusammen mit Oto Melara eine Erweiterung des schon existierenden Skyguard Flugabwehrsystem auf Basis der Aspide an (Skyguard/Aspide). Die Aspide nutzt dabei das Feuerleitradar der Skyguard.
Im Jahr 1983 begann Selenia die IDRA zu entwickeln. Sie wurde 1988 das erste Mal der Öffentlichkeit vorgestellt. Das Konzept der IDRA sah eine Rakete mit einem aktiven Monopuls-Dopplerradarsuchkopf vor, welcher auf dem J-Band (10–20 GHz) arbeitete. Weiter wurde die Elektronik auf digitale Signalverarbeitung umgestellt und die Software überarbeitet, so dass man sie auch nach dem Abschuss auf ein Ziel aufschalten konnte. Es war auch eine Luft-Boden-Version geplant, die über eine Schubvektorsteuerung verfügen sollte. Die ersten Testabschüsse der IDRA waren für 1995 und die Indienststellung war für 1995 geplant. Das Projekt wurde aber abgebrochen. Später fanden sich viele Entwicklungen der IDRA in der Aspide Mk.2 wieder.
Die ab 1991/92 entwickelte Aspide Mk.2 ist seit 1996 im Dienst der italienischen Streitkräfte. Bei ihr wurde die Zelle von der Aspide, aber auch viele Technologien aus der IDRA übernommen. Sie hat somit auch deren aktiven Radarsuchkopf, aber die gleichen Abmessungen wie die Aspide. Nur die Reichweite ist höher, jetzt 40 km. Die Aspide und die Mk.2 waren ursprünglich für die italienischen Eurofighter vorgesehen. Aber diese Pläne wurden 1992 fallen gelassen, genauso die Pläne, die Aspide in die italienischen Tornados zu integrieren. Es gab dort massive Probleme bei der Integration, insbesondere mit den Außenlaststationen, und wurde aufgegeben.

## Versionen
- Aspide
- IDRA – Das IDRA-Projekt wurde abgebrochen, viele technische Entwicklungen wurden in der Aspide Mk. 2 verwendet.
- Aspide Mk.2 – Verbesserte Version mit aktivem Radarsuchkopf, die in Konkurrenz zur AIM-120 AMRAAM steht.
- Aspide 2000 – Die aktuelle Boden-Luft-Version der Aspide, die beim Skyguard- und Spada-Luftabwehrsystem genutzt wird. Als Ersatz ist die MBDA Aster vorgesehen, jedoch wird die Spada 2000 weiter angeboten und exportiert.
- Aspide CITEDEF – Boden-Luft-Version der Aspide Mk.1 aufgerüstet bei CITEDEF.[3]

## Systeme
- Skyguard I – Flugabwehrsystem von Oerlikon Contraves mit Radargerät, aufrüstbar auf Aspide 2000.
- Skyguard II – Verbesserte Flugabwehrsystem von Oerlikon Contraves mit zusätzlicher Optik.
- Toledo – Skyguard Flugabwehrsystem mit Skydor Feuerleitsystem von Navantia und Aspide Starter.
- Spada – Flugabwehrsystem von Selenia mit Selenia PLUTO 2D Radargerät, aufrüstbar auf Aspide 2000.
- Spada 2000 – Verbesserte Flugabwehrsystem von Alenia Aeronautica mit Thomson-CSF RAC 3D Radargerät.
- Albatros Mk.2 – Flugabwehrsystem von Selenia für den Einsatz ab Schiffen, aufrüstbar auf Aspide 2000.

## Einsatzstaaten
Da die Aspide und die AIM-7 Sparrow rein äußerlich nicht zu unterscheiden sind, kommt es des Öfteren vor, dass beide verwechselt werden. So kann es gelegentlich Abweichungen, je nach verwendeter Quelle geben.

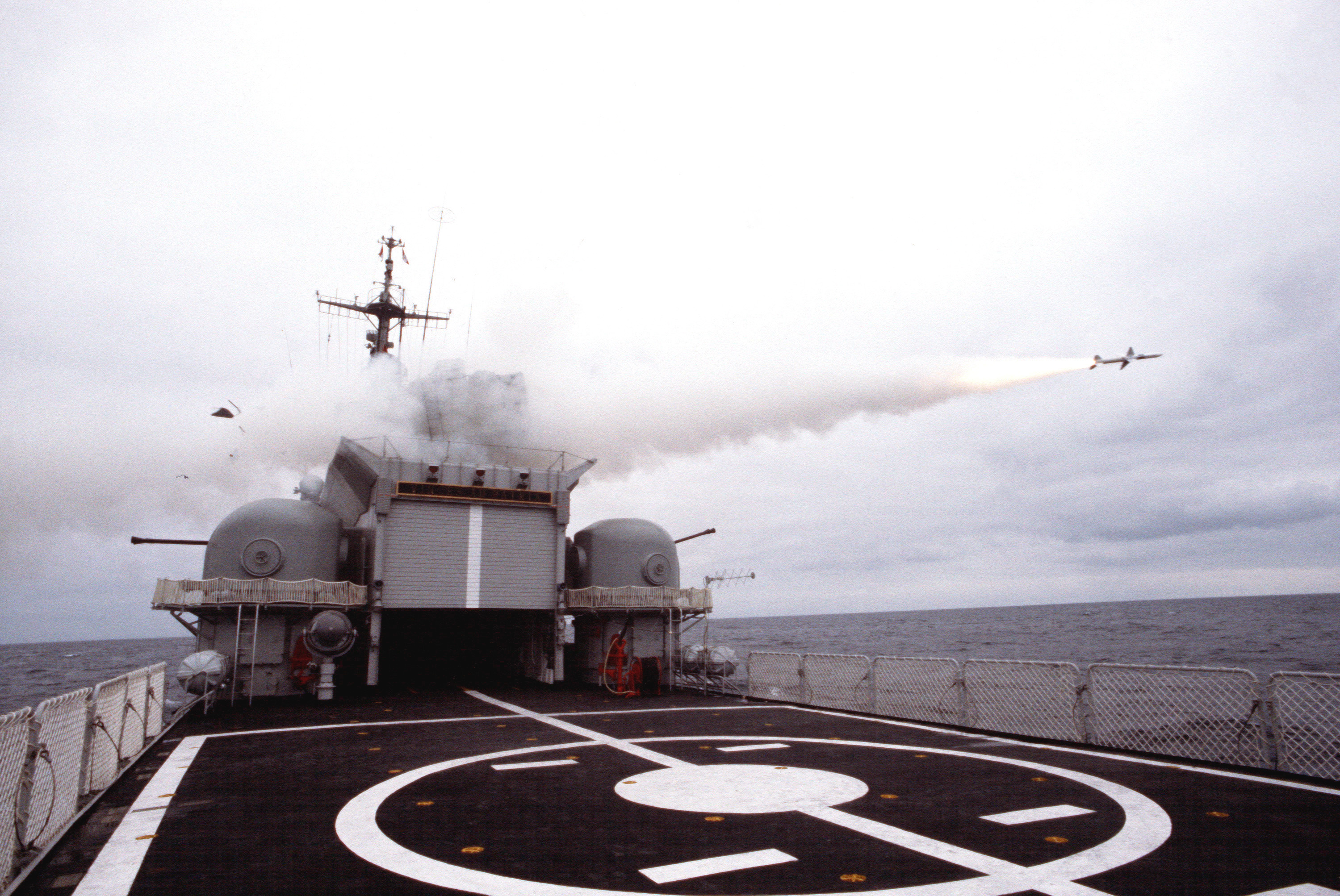
Start einer Aspide von der venezolanischen Fregatte Almirante Jose de Garcia (1984)

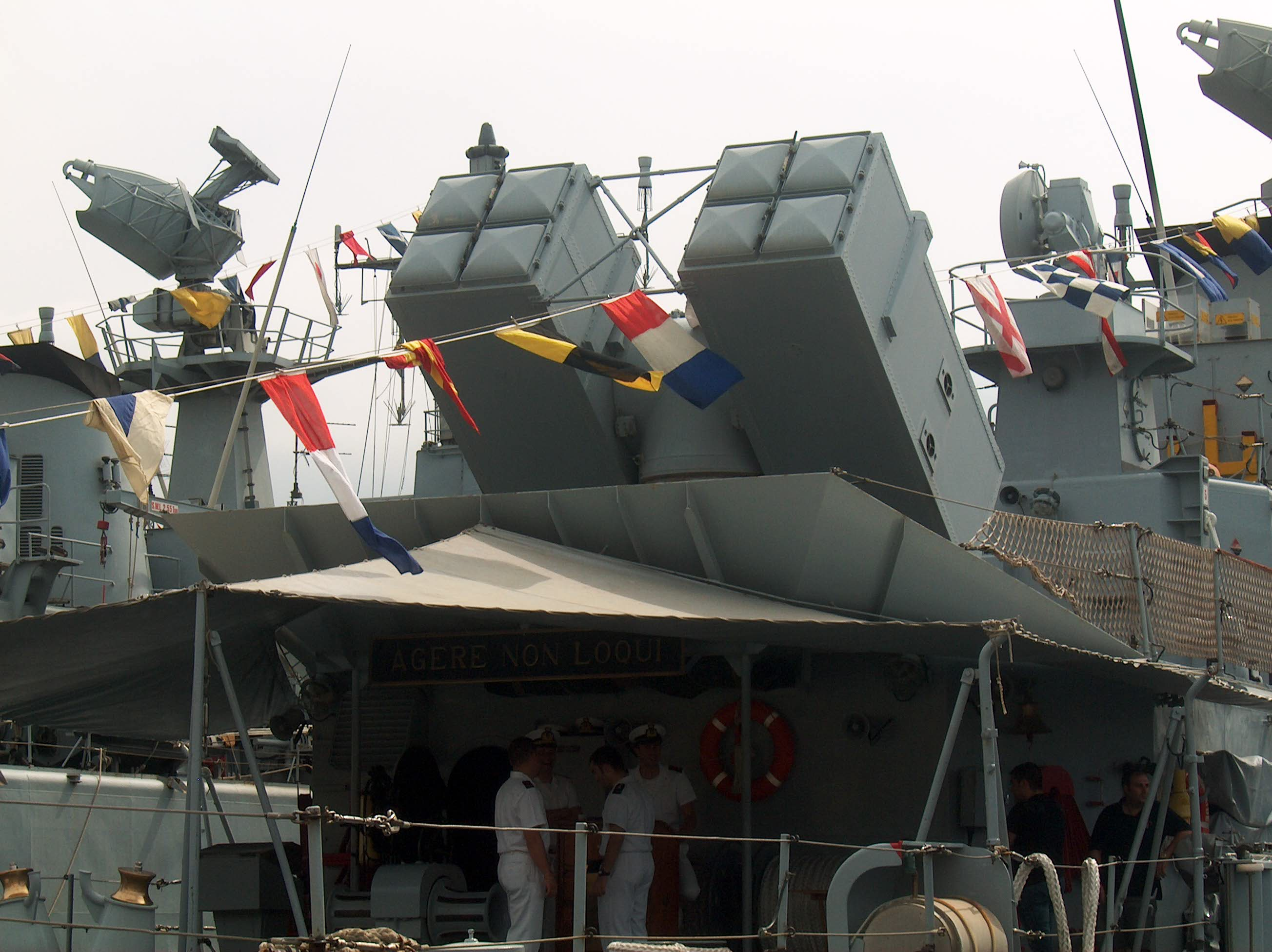
Mk.29 Werfer eines Albatros Mk.2 Flugabwehrsystem

 Argentinien
Bei der Almirante-Brown-Klasse handelt es sich um Zerstörer der MEKO 360 Baureihe für die Argentinien 150 Aspide gekauft hat. Sie werden dort als Albatros Mk.2 Flugabwehrsystem eingesetzt.
 Brasilien
2001 bis 2004 wurden 100 Aspide zur Modernisierung für die Niterói-Klasse Fregatten geliefert. Dieser Auftrag hat einen Wert von 48 Millionen $. Aber schon 1995 wurde ein Vertrag im Wert von 160 Millionen $ zu Lieferung von mehreren Radarsystemen und sechs Albatros-Flugabwehrsysteme.
 China
Die chinesische Luft-Luft-Rakete PL-11 basiert auf der Aspide. Italien hatte Mitte der 1980er-Jahre eine kleine Anzahl von ca. 200 Aspide-Raketen an China verkauft, die dort dann in Lizenz produziert wurden. Dort wird sie an der Shenyang J-8 verwendet. Nach dem Tian’anmen-Massaker belegte die EU China mit einem Waffenembargo. Da die Chinesen nun keine weiteren Aspide bekamen, bauten sie die Rakete kurzerhand nach.
 Ecuador
Die Marine Ecuadors verfügt über 50 Aspide, die sie auf ihren sechs Korvetten der Tipo-550-Klasse (auch Esmeraldas-Klasse) einsetzt.
 Ägypten
Im Jahr 1984 bekam die ägyptische Marine 72 Aspide für ihre beiden von Spanien erworbenen Korvetten der Descubierta-Klasse (El Suez, El Aboukir).
 Griechenland
Für welches Waffensystem Griechenland die 75 Aspide im Jahre 1982 erwarb, ist nicht ganz geklärt. Denn sie können auf Fregatten der Elli-Klasse, aber auch für das Skyguard-Flugabwehrsystem (beides vorhanden) eingesetzt werden.
 Kuwait
Kuwait bestellte im Jahr 1988 320 Aspide für ihre Skyguard SAM. Im Jahr 2007 wurde bekannt, dass man für 65 Millionen Euro in den nächsten drei Jahren 175 Aspide 2000 kaufen wird, um die Skyguard SAM auf Spada 2000 zu modernisieren. Das Spada-2000-Flugabwehrsystem wird von den Kuwaitischen Streitkräfte primär zur Abwehr von Marschflugkörpern genutzt.
 Libyen
8 Aspide und ein Albatros Mk.2 Flugabwehrsystem kaufte Libyen im Jahr 1983, um die Dat Assawari, ein Schiff der Fregatten-Klasse, zu modernisieren. Auf Grund des Bürgerkriegs in Libyen ist der Status des Schiffes und der Aspide unklar.
 Malaysia
1997 bekam die Malaysische Marine 36 Aspide für ihre Korvetten der Laksamana-Klasse in mehreren Tranchen.
 Marokko
40 Aspide kaufte die Königliche marokkanische Marine für ihre Fregatte Lieutenant Colonel Errhamani (Descubierta-Klasse).
 Nigeria
Am 25. Januar 1980 wurde die Aradu, ein Schiff der MEKO 360 H1-Klasse, ausgeliefert. Zwei Jahre später wurde für dieses Schiff 36 Aspide geliefert.
 Pakistan
Pakistan bestellte 2007 für 415 Millionen Euro ca. 200 Aspide-2000 und 10 Spada-2000-Flugabwehrsysteme. Diese sollen bis 2013 geliefert und einsatzbereit sein.
 Peru
Die Peruanische Marine kaufte 150 Aspide für ihre acht Fregatten der Lupo-Klasse. Es gibt aber Pläne, die Aspide in Zukunft durch die RIM-162 Evolved Sea Sparrow Missile zu ersetzen.
 Spanien
Für 220 Millionen US-Dollar kaufte die Ejército de Tierra 1989 das Skyguard-Flugabwehrsystem und 200 Aspide, später auf Skydor aufgerüstet. Ab 1997 begann die Ejército del Aire 51 Aspide-2000 zu erwerben (Spada-2000).
 Thailand
75 Aspide für ihre beiden Korvetten der Ratanakosin erwarben die Thailändische Streitkräfte 1986. Zwei Jahre später kaufte man noch zwei Spada-Flugabwehrsysteme mit insgesamt 24 Aspide-Raketen.
 Türkei
Die Yavuz- und Barbaros-Klasse sind eigentlich Fregatten der MEKO-200-Baureihe. Für diese erwarben die türkischen Streitkräfte zwischen 1987 und 1996 ca. 216 Aspide. Die türkische Luftwaffe hatte bis 1995 auch AIM-7E Sparrow im Einsatz, diese wurden aber zusammen mit der F-104 Starfighter ausgemustert.
Ukraine
 Venezuela
In Venezuela werden die sechs Fregatten der Lupo-Klasse auch als Sucre-Klasse bezeichnet. Für diese erwarb man 1980 ca. 100 Aspide, die mit dem Albatros Mk.2 Flugabwehrsystem eingesetzt werden.
 Zypern
130 Aspide für die Zyprische Nationalgarde wurden zusammen mit 12 Werfern im Jahr 1992 geliefert, um sie in das Skyguard-Flugabwehrsystem zu integrieren.